# 柿本石油

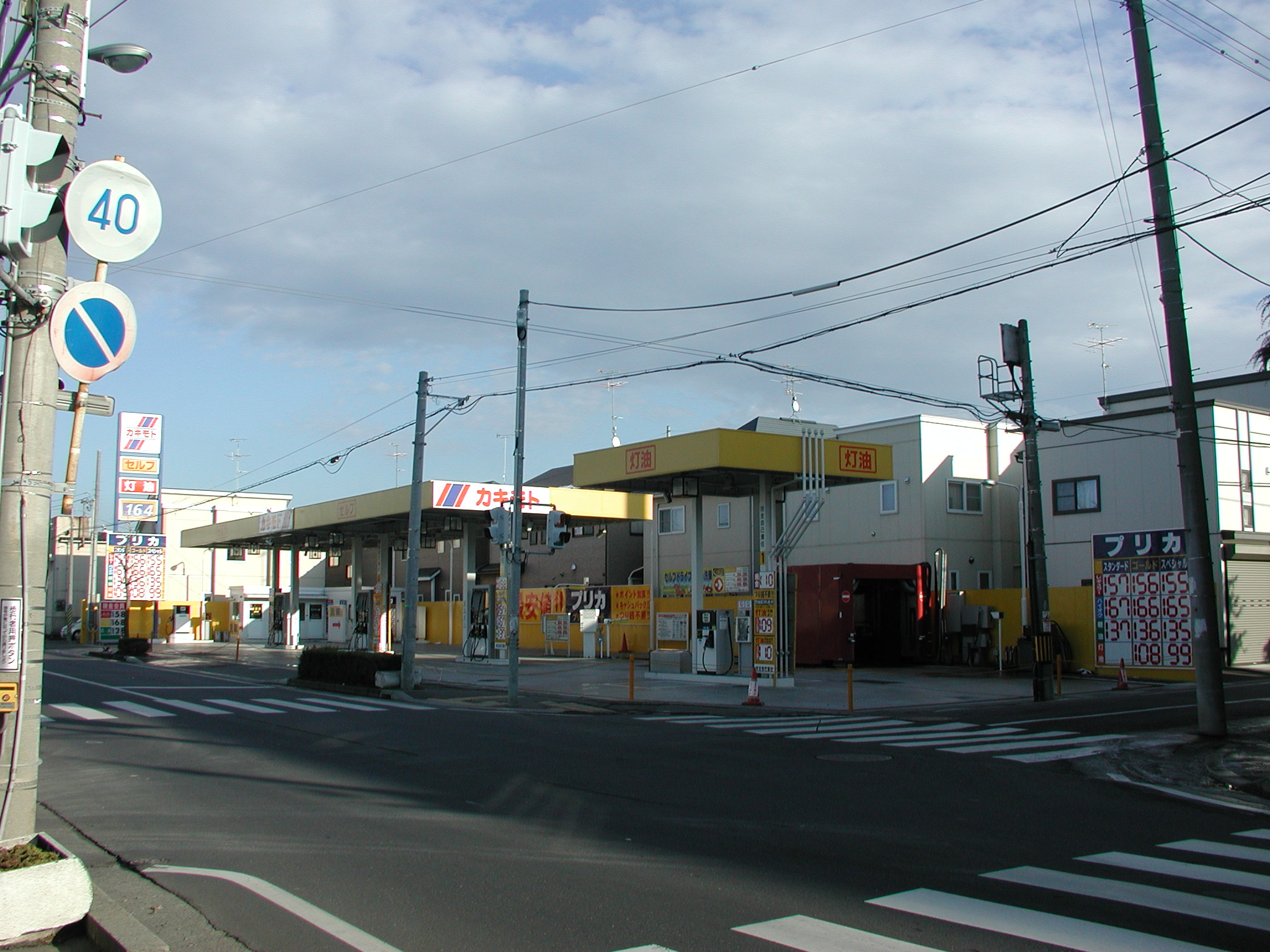
休業から2ヶ月後（2008年12月）の柿本石油セルフスタンド・八戸江陽セルフ。2010年現在はオカモトグループのセルフスタンドとして営業中

株式会社柿本石油（かきもとせきゆ）は青森県青森市に本社を置き、青森県内を中心にガソリンスタンドを展開していた企業。本社は青森県青森市南佃1-4-10。

## 沿革
- 1972年8月1日 - 創業。
- 2002年3月 - 公正取引委員会が、原価を大幅に下回る価格のガソリン販売につき、不公正な取引方法として警告。
- 2008年10月5日 - 事業停止。
- 2008年10月6日 - 全スタンドが一斉に休業。

## 休業・破綻への経緯
同社はジャパンエナジー（現：ENEOS）の特約店で、SSの運営の他、「カキモト」ブランドで県内各地や岩手県二戸市などにて多数のセルフ方式のガソリンスタンドも展開した。
同社ではプリペイドカードシステムを導入し、事前に購入した金額によって値引き額が変動するようになっていた。
2008年3月のガソリン暫定税率一時的廃止前に、ガソリン価格の値下げを先行する。
ガソリンスタンド以外にも、コイン洗車場やコンビニエンスストア（ミニストップ）やコインランドリー（ゆとり工房）、女性専用フィットネスクラブ（カーブス）など運営を拡大する。
ところが、2008年10月5日に事業を停止、翌6日には同社のガソリンスタンド全店がなんの説明もないまま一斉に休業する。
2008年10月10日、記者会見で前払方法による仕入方法への変更が資金繰りの悪化につながったと柿本社長が謝罪した。石油元売大手に支払うはずだった2008年6･7月分の支払い約10億円を滞納しており、これによって同年8月からは全面的に供給をストップ、そして同年9月5日には特約店契約が打ち切られた。さらに、大手都市銀行等に約15億円の融資を求めたものの、こちらも断られた事も明らかになった。
そして約5ヶ月半後の2009年3月26日、青森地方裁判所より破産手続開始を決定した。負債総額は102億8390万円。
破産後、同社が運営していた店舗の一部は同業他社の居抜きによって再度ガソリンスタンドが入居している所がほとんどである。